# Оберхахинг
Оберхахинг (њем. Oberhaching) општина је у њемачкој савезној држави Баварска. Једно је од 29 општинских средишта округа Минхен. Према процјени из 2010. у општини је живјело 12.621 становника. Посједује регионалну шифру (AGS) 9184134, NUTS (DE21H) и LOCODE (DE OHA) код.

## Географски и демографски подаци
Оберхахинг се налази у савезној држави Баварска у округу Минхен. Општина се налази на надморској висини од 576 метара. Површина општине износи 26,6 km². У самом мјесту је, према процјени из 2010. године, живјело 12.621 становника. Просјечна густина становништва износи 474 становника/km².